# Jurlinskij rajon
Lo Jurlinskij rajon (in russo Юрлинский район?) è un municipal'nyj rajon (муниципальный округ) del Circondario dei Komi-Permiacchi nel Territorio di Perm', in Russia; il centro amministrativo è il villaggio di Jurla.